# アウグル
アウグル（ラテン語：Augur）は、古代エトルリアや古代ローマで設置された公職の一つである。日本語では鳥卜官（ちょうぼくかん）、卜鳥官（ぼくちょうかん）や鳥占官（ちょうせんかん）などと訳される。時には神官とも書かれることもある。執政官やプラエトル（法務官）といった政務官とは異なって、終身制であった。アウグルの主な役割は鳥の鳴き声や飛翔状況を観察して、その状況を基に神の意思を示すことである。アウグルの意思は宗教に留まらず、戦争や商業といったローマの公的な意思決定にも関与したとされる。

## 概要

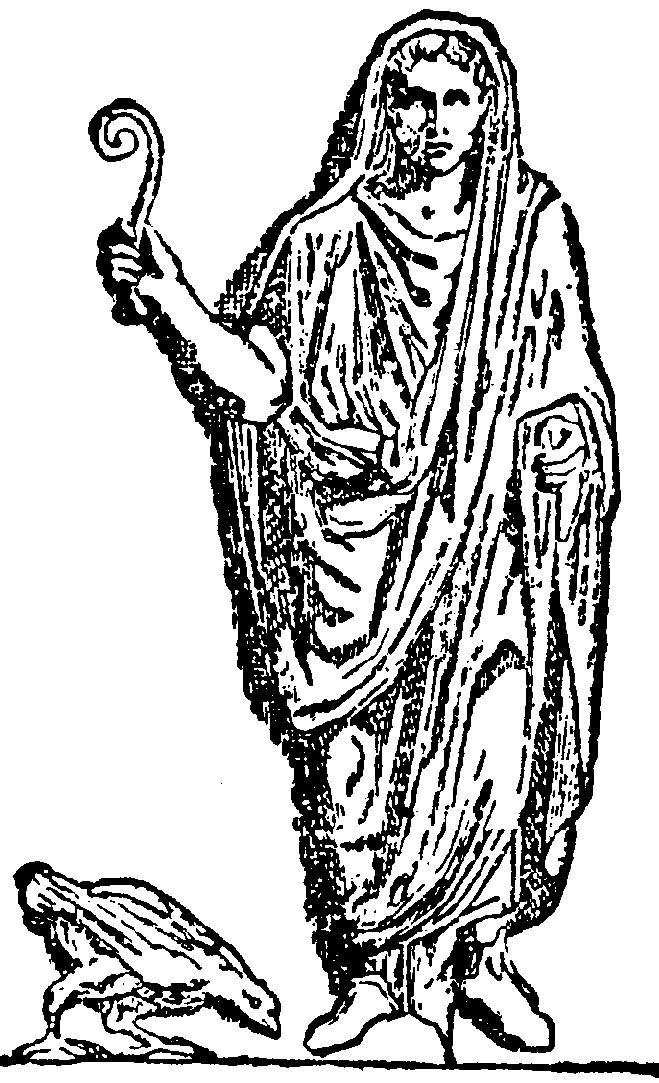
アウグル。先の丸まったリトゥウス（杖）を持っている。

ローマ市内を見渡せるカピトリヌスのアルクスに観測所があり、アウグストゥスの時代までは、粗末な小屋があるだけだった。リトゥウス（杖）を手にしてトガを頭に被せ、アルバヌス山を正面に南東を向き、恐らくウィア・サクラを中心線として市内を左右に分け、木を利用して観測範囲を決めて占っていた。
共和政ローマ初期の頃は前任者の指名によって後任が決定され、事実上パトリキに独占されていたが、紀元前300年に成立したオグルニウス法によって、定員が4人から9人に拡充され、そのうち5人はプレプス出身者と決められた。
紀元前104年の護民官、グナエウス・ドミティウス・アヘノバルブス (紀元前96年の執政官)が、17トリブスの選挙によって後継者を選出する法を成立させた（Lex Domitia de sacerdotiis 聖職者に関するドミティウス法。コッレギウム（組合）の作成したリストから選挙で選ぶ形式になった）。紀元前81年、ルキウス・コルネリウス・スッラのコルネリウス法で15人に増員され、ドミティウス法は取り消されたが、紀元前63年の護民官ティトゥス・ラビエヌスによって、再度ドミティウス法の選出方式が復活した。ラビエヌスの裏には最高神祇官職を狙うガイウス・ユリウス・カエサルがいたという。

## 歴史的経緯
- ローマ建国の王ロームルスとレムス兄弟が、元アルバ王ヌミトルを助け、新たな街を築こうとした時、どちらが名前をつけるか鳥占いで決めた[10]。
- 2代目ヌマ・ポンピリウス王は、神祇官が神々の知らせとして注意を払うべき自然現象を、鳥占いによって決定した[11]。
- 5代目タルクィニウス・プリスクス王は、ロームルスが鳥占いで定めたラムネンセス、ティティエンセス、ルケレスの3つのケントゥリアの他に、自分の名を冠した新たな部隊を創設しようとしたが、これにアウグルのアットゥス・ナウィウスが反対。奇跡を起こしてみせたためアウグルの地位が向上し、重要な決定は全て鳥占いで決められるようになった[12]。